# Ilha Alvarenga
A Ilha Alvarenga está situada na baía de Babitonga, no litoral sul brasileiro, ao norte do Estado de Santa Catarina. Na ilha não há moradores e há uma casa só, usada por pescadores.